# Fidji aux Jeux paralympiques d'été de 2016
Les Fidji participent aux Jeux paralympiques d'été de 2016 (du 7 au 18 septembre) à Rio de Janeiro. Le pays est représenté par deux athlètes : Epeli Asaisea Bolaibau en saut en hauteur, et Mere Rodan en tennis de table,.

## Jeux précédents
Les Fidji, alors une colonie britannique, font leur entrée aux Jeux paralympiques lors des Jeux d'été de 1964 à Tokyo. Le pays est représenté par un seul athlète, en haltérophilie. Les Fidji envoient une délégation de huit athlètes aux Jeux d'été de Toronto en 1976, puis s'absentent jusqu'en 1996, et ont toujours participé aux Jeux d'été depuis cette date. Aux Jeux de 2012 à Londres, les Fidjiens obtiennent leur première médaille paralympique : Iliesa Delana remporte la médaille d'or à l'épreuve du saut en hauteur, catégorie F42 hommes. Il est par la suite nommé ministre assistant à la Jeunesse et aux Sports.

## Athlètes engagés

### Athlétisme
Epeli Asaisea Bolaibau, âgé de 43 ans, atteint les minima et se qualifie, grâce à un saut de 1,74 m, pour l'épreuve du saut en hauteur hommes, catégorie F47. Il est amputé du bras droit, perdu lors d'un accident dans une scierie en 1997.

### Tennis de table
Mere Rodan, âgée de 48 ans, prendra part à la compétition féminine en simples.